# 2008年北京オリンピックのカタール選手団
2008年北京オリンピックのカタール選手団（2008ねんペキンオリンピックのカタールせんしゅだん）は、2008年8月8日から8月24日まで開催された北京オリンピックにおけるカタール選手団の名簿。選手名及び所属・記録は2008年当時。

## 種目別選手・スタッフ名簿及び成績

### 陸上種目
- サミュエル・フランシス（男子100m・200m）
- Daham Naim Bashir（男子1500m）
- Thamer Kamal Ali（男子1500m）
- アハマド・ハッサン・アブドラ（陸上男子10000m）
- イサ・イスマイル・ラシド（陸上男子10000m）
- フェリックス・キクワイ・キボレ（陸上男子10000m）
- Mohammed Issa Al-Thawadi（陸上男子110m障害）
- アブバケル・アリ・カマル（男子3000m障害）
- ラシド・シャフィ・ドサリ（男子円盤投げ）
- Ibrahim Babikir Mohamdein（陸上男子三段跳び）
- ムバラク・ハッサン・シャミ（男子マラソン）

### 水泳
- Osama Mohammed YE Alarag（男子100m平泳ぎ）

### フェンシング
- ハリド・アル＝ハマディ（男子フルーレ個人）

### 射撃
- ナサール・アルアティヤ（男子スキート）
- Rashid Hamad（男子スキート）

### アーチェリー
- Ali Salem（男子個人）

### テコンドー
- Abdulqader Hikmat（男子80キロ級）